# 折りの丸新
有限会社折りの丸新（おりのまるしん）は愛知県名古屋市西区に所在する製本・紙加工を行う企業である。
また、主に印刷、製本、紙加工業者向けの省力化機械や検査機の製造開発も行っている。

## 沿革
- 1996年（平成8年） - 名古屋市西区長先町本店工場にて、個人事業主として折りの丸新を立ち上げる
- 1998年（平成10年）10月12日 - 有限会社として法人化
- 2003年（平成15年）隣接の敷地を第一倉庫として増設
- 2009年（平成21年）12月28日 - 隣町の木前町に本店、第一倉庫ともに1か所に移転し機能を集約
- 2024年（令和6年）6月1日 - 印刷・製本・折り加工業界向けの装置メーカー部門を立ち上げる[1]